# Pescado ahumado

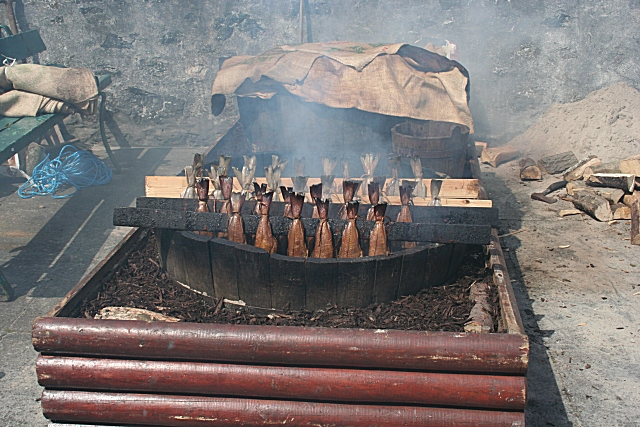
Bastidores con eglefino en un ahumador casero. En la base arden trozos de madera dura. La bolsa en la parte posterior se utiliza para cubrir los bastidores mientras se realiza el ahumado.

El pescado ahumado es un pescado que ha sido curado mediante un proceso de ahumado.
Los alimentos han sido ahumados por los humanos desde la antigüedad. Originalmente esto se realizaba con el objetivo de preservar el producto de la pesca para permitir consumirlo en una fecha posterior. En épocas recientes la preservación del pescado se realiza mediante procesos de refrigeración y congelamiento, por lo que el ahumado del pescado se realiza principalmente con el objetivo de impartirle cierto sabor y aroma durante el ahumado.

## Proceso de ahumado

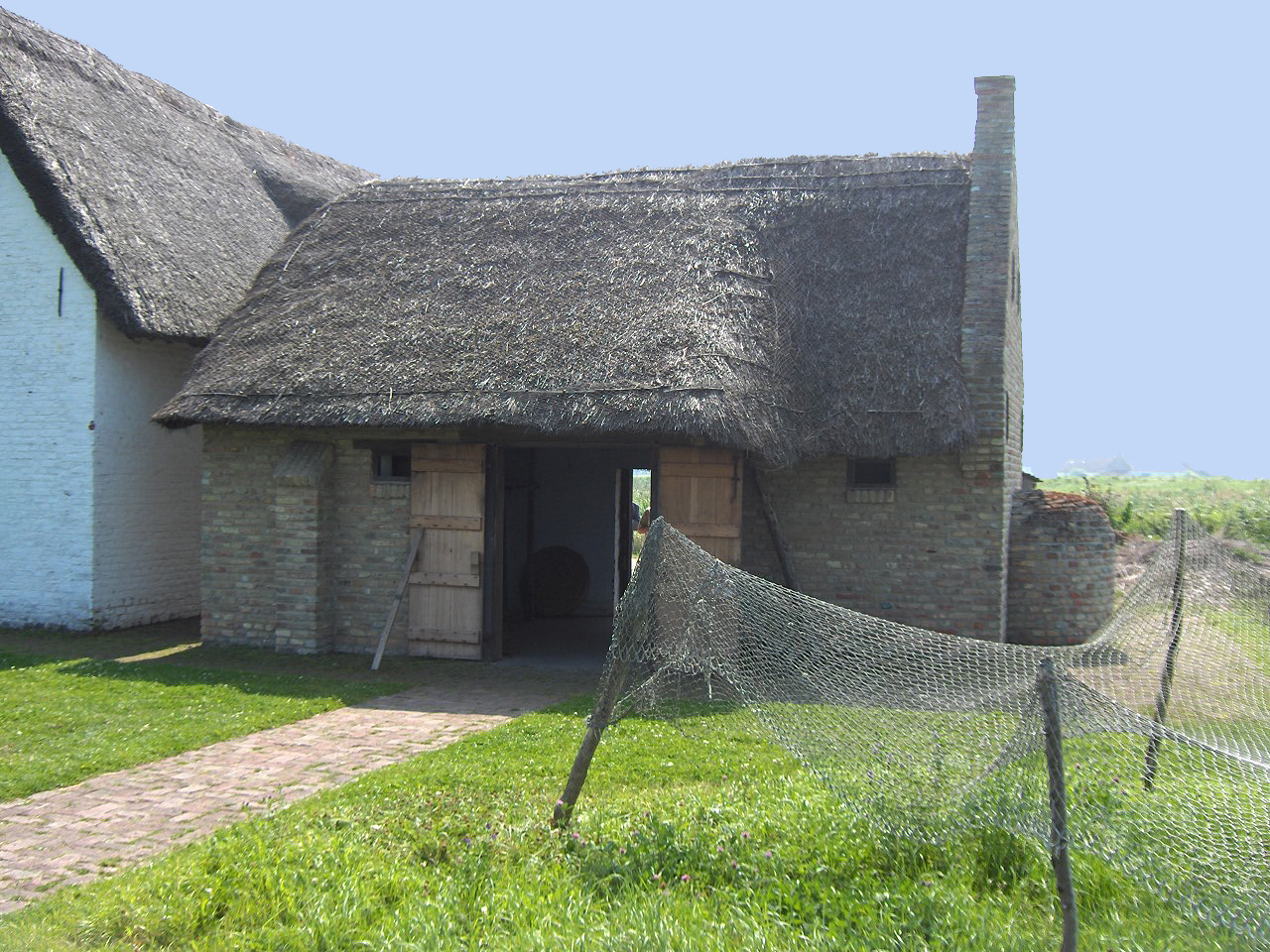
Casa de ahumado medieval, hacia 1465, en el sitio arqueológico de Walraversijde, una villa pesquera en la costa de Bélgica.

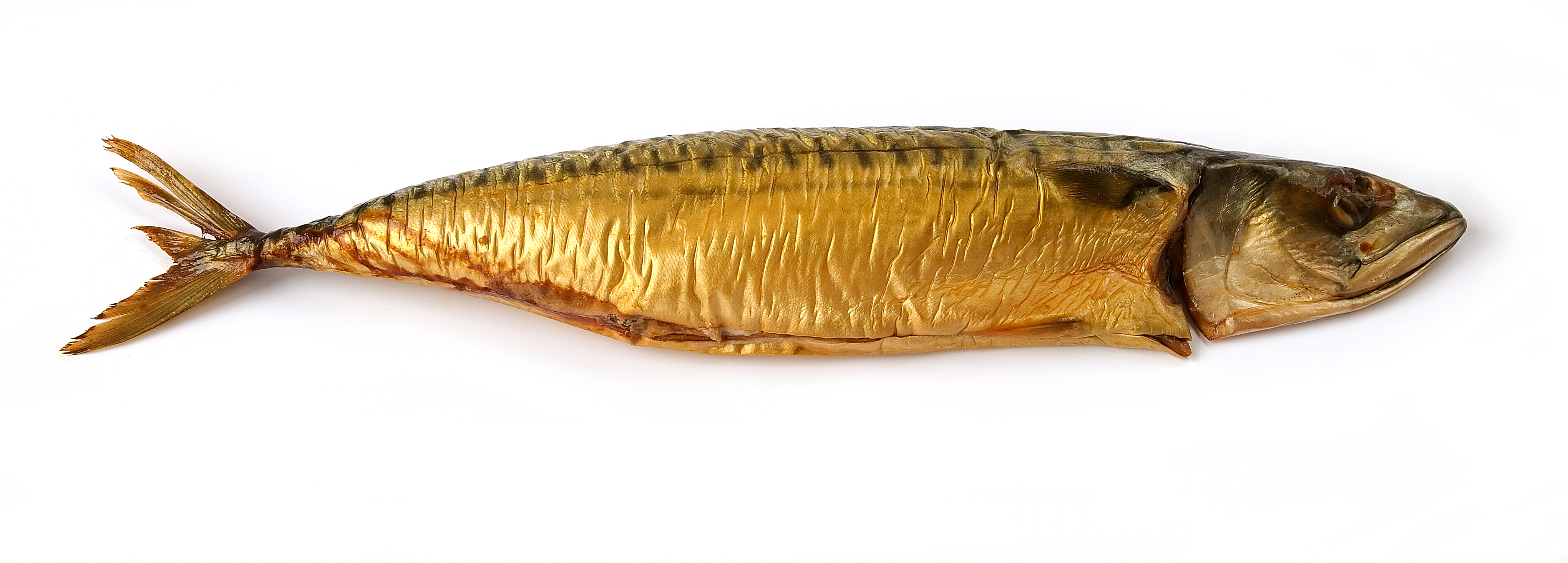
Una caballa ahumada.

El proceso de ahumado de pescado se desarrolla mediante el uso de fuego. La madera contiene tres componentes principales que se separan durante la combustión produciendo el humo. El proceso de quemado se denomina pirólisis, que no es más que las descomposición química por acción del calor. Los principales componentes de la madera son celulosa, hemicelulosa y lignina.
Los principales pasos en la preparación del pescado ahumado son el salado (inyección de salmuera o baño en una mezcla de sal seca), ahumado frío, enfriamiento, empacado (aire/vacío o modificado), y almacenamiento. El ahumado, es uno de los métodos más antiguos de preservación, combina los efectos del salado, secado, heating y ahumado. El ahumado típico de pescado es o bien frío (28–32 °C) o caliente (70–80 °C). El ahumado frío no cuece la carne, no coagula las proteínas, no torna inactivas las encimas de putrefacción, o elimina los patógenos del alimento, y por lo tanto es preciso recurrir al almacenamiento refrigerado para conservar el pescado.

### Ahumaderos
Un ahumadero es un edificio en el cual se cura carne de pescado o animales mediante el humo. En una villa pesquera tradicional, a menudo existía un ahumadero adosado a la casa de algún pescador. Los productos ahumados podían ser almacenados en el edificio, a veces por períodos de un año o más. Los ahumaderos tradicionales servían para llevar a cabo el proceso de ahumado y para almacenar el pescado ahumado. Se podía preservar el pescado por unas dos semanas si estaba curado con sal y era ahumado frío. A menudo los ahumaderos contaban con cerrojos para evitar el acceso por parte de animales y ladrones.

### Tradicional versus mecánico
En la actualidad existen dos métodos principales para ahumar pescado: El método tradicional y el método mecánico.
En el método tradicional el pescado es colgado dentro de ahumadero sobre madera que se quema lentamente. El pescado se deja una 24 horas para que absorba los productos del humo.
En el método mecánico el humo es generado mediante el uso de condensados de humo, que se producen mediante un proceso industrial que puede convertir al humo en una forma líquida o sólida. El flujo de humo en el horno mecánico es controlado por una computadora y por lo general el pescado permanece menos tiempo en el ahumado que con el método tradicional.
La tecnología de flujo laminar le permite a los ahumaderos mecánicos alcanzar un volumen de producción elevado, por su parte el uso de microprocesadores permite que los ahumaderos mecánicos utilicen sensores distribuidos en el recinto para un mejor control de las condiciones de ajumado. Sin embargo, los ahumaderos que usan el método tradicional sostienen que al eliminar el elemento humano se está perdiendo la experiencia adquirida durante muchos años y generaciones.